# 雑賀大介
雑賀 大介（さいが だいすけ、1955年3月16日 - ）は、日本の実業家。三井物産代表取締役副社長を経て、三井製糖代表取締役社長、精糖工業会副会長。元日本鉄鋼連盟副会長。

## 人物・経歴
愛知県出身。愛知県立旭丘高等学校を経て、1977年一橋大学経済学部卒業、三井物産入社。2008年三井物産執行役員人事総務部長。2010年三井物産代表取締役常務執行役員CCO。2012年三井物産代表取締役専務執行役員。2014年三井物産代表取締役副社長執行役員。この間、日本鉄鋼連盟副会長も務めた。2016年から三井製糖代表取締役社長を務め、バイオマスエタノールやポリフェノールなどの高付加価値素材の強化を進めるなどした。2018年一橋大学後援会理事長、精糖工業会副会長。大日本明治製糖の佐藤裕代表取締役社長と経営統合に向けた協議を行い、経営統合の最終契約を締結した2020年に三井製糖代表取締役会長に退いた。2021年に経営統合すると、DM三井製糖ホールディングス顧問に就任。